# Francesc Barra
Francesc Barra fou un militar barceloní del segle xvii.

## Vida i Obra
Poc o res es coneix de la vida de Francesc Barra: Se sap que va ser professor a l'escola d'Artilleria de Barcelona i que dirigia el baluard de Santa Eulàlia (actuals Dressanes) durant el Corpus de Sang i que va provocar, no se sap si de forma involuntària, la mort del virrei comte de Santa Coloma.
És l'autor d'un dels primers tractats d'artilleria que es van publicar a la península: el Breu Tractat de Artilleria recopilat de diversos autors i treballat per Francesch Barra barcelonés i mestre de la eschola de Artilleria de la insigne Ciutat de Barcelona (1642). El llibre està dedicat al Consell de Cent i als seus consellers i està precedit de dues poesies, una d'elles de Francesc Fontanella que, a més de poeta, també va ser superintendent d'artilleria a la ciutat i probablement el seu superior. El tractat està fortament influenciat per la Plática Manual de Artillería (1592) de Luís Collado.